# Sprachheilschule
Eine Sprachheilschule ist in Deutschland eine Förderschule bzw. in Österreich eine Sonderschule für Sprachbehinderte. Dieser Begriff wird mittlerweile in Berlin und Nordrhein-Westfalen durch die Bezeichnung „Grundschule (oder Sekundarstufe I) mit dem sonderpädagogischen Förderschwerpunkt Sprache“ ersetzt.

## Allgemeines

### Schulspezifisches
An Sprachheilschulen wird Unterricht nach dem Rahmenlehrplan der Regelschulen erteilt, jedoch betont binnendifferenziert, in kleinen Klassen mit ca. 12–14 Schülern und ergänzt von spezifischen Therapieangeboten. Zu diesen gehören in der Regel logopädische Angebote, d. h. solche, die auf den Erkenntnissen und Erfahrungen in der Logopädie beruhen. Entsprechend ausgebildete Sonderschullehrkräfte erstellen hierfür Diagnosen und leiten daraus die jeweiligen Therapien ab, die wiederum in regelmäßig erstellten Gutachten protokolliert werden. Sind die Schüler austherapiert, werden sie bislang (wieder) an Regelschulen oder ggf. andere Förder-resp. Sonderschulen weitervermittelt.

### Symptomatik der Schüler
Die Sprachbehinderungen der Schüler können verschiedene bzw. mehrere Ursachen haben, d. h. organischer wie psychogener Natur sein und sagen für sich genommen noch nichts über deren Intelligenz bzw. ihre Bildungsfähigkeit aus. Sehr oft sind sie Symptom einer Entwicklungsverzögerung, wobei hier unterschieden wird zwischen einer Sprachentwicklungsstörung und einer spezifischen Sprachentwicklungsstörung.

## Zum Erhalt der Sprachheilschulen entgegen EU-Richtlinie
Es gibt inzwischen eine EU-Richtlinie, wonach generell anstelle von Förderschulen auf ein durchgängiges Inklusionsschulmodell zu setzen sei. Doch wiewohl in Bundesländern wie Berlin 2011 deren schrittweise Abschaffung aufgrund dieser Richtlinie bereits beschlossen wurde, wurden auch einzelnen Schulen mit dem Förderschwerpunkt Sprache immer wieder längere Bestandsfristen eingeräumt, da an den Regelschulen u. a. der jeweils zusätzliche Förderbedarf für die einzelnen Schüler durch die Lehrkräfte wegen zu geringer Personaldecke oder/und fehlender Weiterbildung nicht gewährleistet werden kann.